# Peter Gertner
Peter Gertner, auch Gärtner (* um 1495/1500; † nach 1541 in Nürnberg) war ein deutscher Maler.

## Leben und Wirken

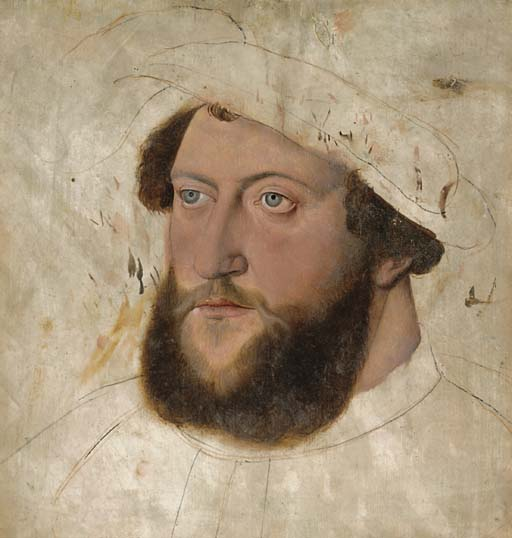
Porträt Ottheinrichs, versteigert bei Christie’s, New York 2006

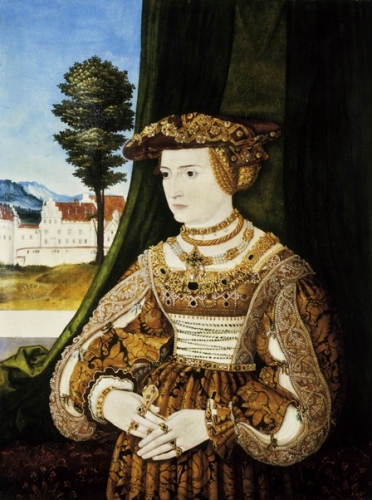
Susanna von Bayern (1529/30), Schlossmuseum Berchtesgaden

Peter Gertner erhielt am 12. Januar 1521 das Bürgerrecht in Nürnberg, wo er vermutlich bei dem Maler Wolf Traut lernte. Er wurde als Porträtmaler bekannt und arbeitete 1527 für Markgraf Kasimir (Brandenburg-Kulmbach). Mit dessen Witwe Susanna von Bayern ging er nach ihrer Heirat mit Ottheinrich an den Hof von Neuburg an der Donau, wo er als  maister Peter, Hofmaller, wirkte.
Seine Signatur war sein Monogramm pg auf einem Gärtnerspaten, weshalb er manchmal auch als „Meister PG“ bezeichnet wird.

## Werke

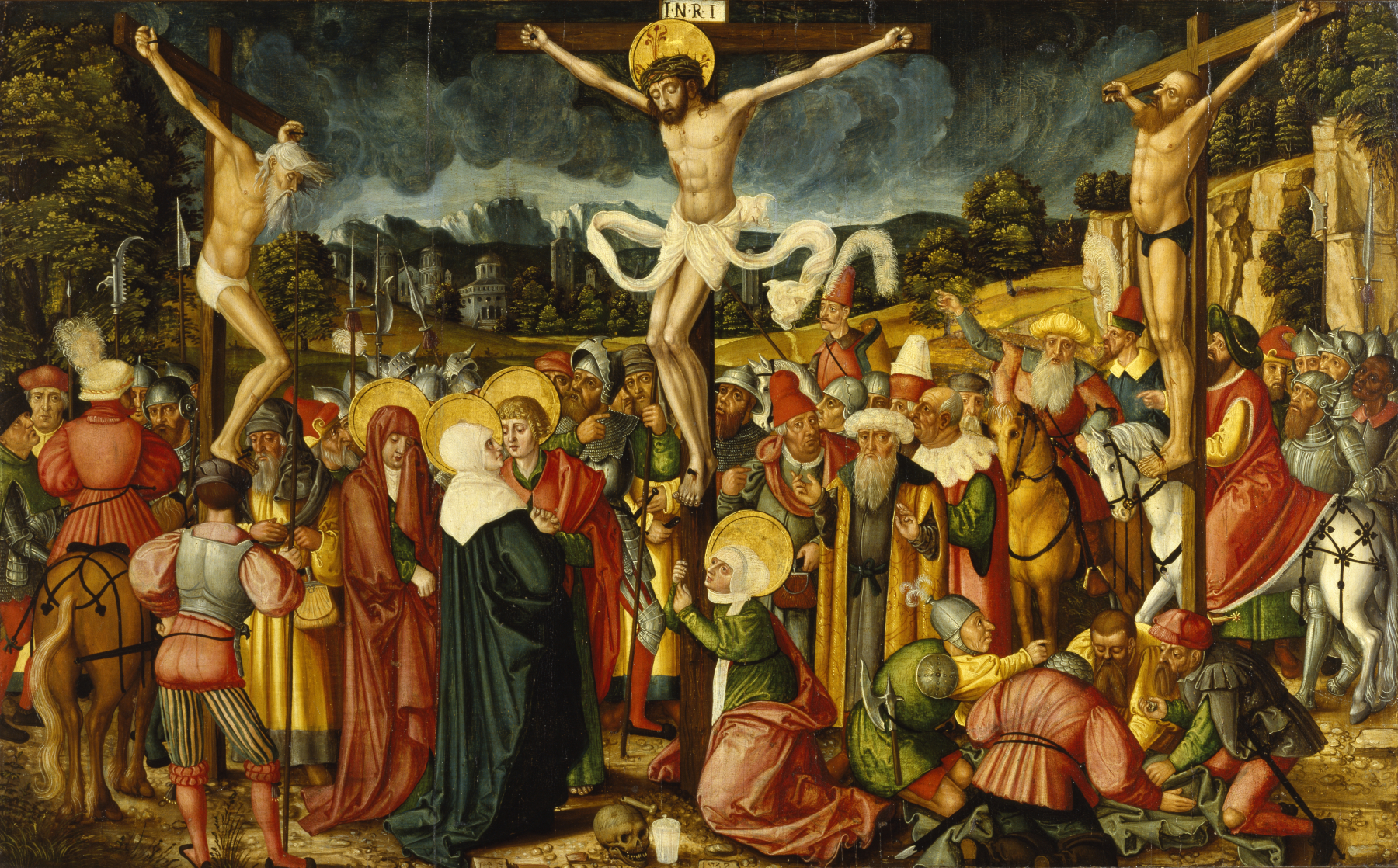
Kreuzigung (1537), Walters Art Museum, Baltimore

- Porträt eines Mannes (1523); ehemals Kurpfälzisches Museum, Heidelberg 1974 gestohlen
- Hans Geyer (1524), North Carolina Museum of Art, Raleigh (North Carolina)
- Gedächtnisbild des Markgrafen Kasimir und seiner Frau (verschollen); Kopie in der Kilianskirche (Heilbronn)
- Susanna  von Bayern (ca. 1530), Schlossmuseum Berchtesgaden
- Porträts von Ottheinrich und anderen Mitgliedern des Hauses Wittelsbach (1531 bis 1539), die meisten im Bayerischen Nationalmuseum, München
- Philipp der Streitbare, gemalt vor der Ansicht des von den Türken belagerten Wien (1530), Bayerisches Nationalmuseum
- Kreuzigung (1537), Walters Art Museum, Baltimore